# Vontatóhajó

Vontatóhajó sematikus ábrája

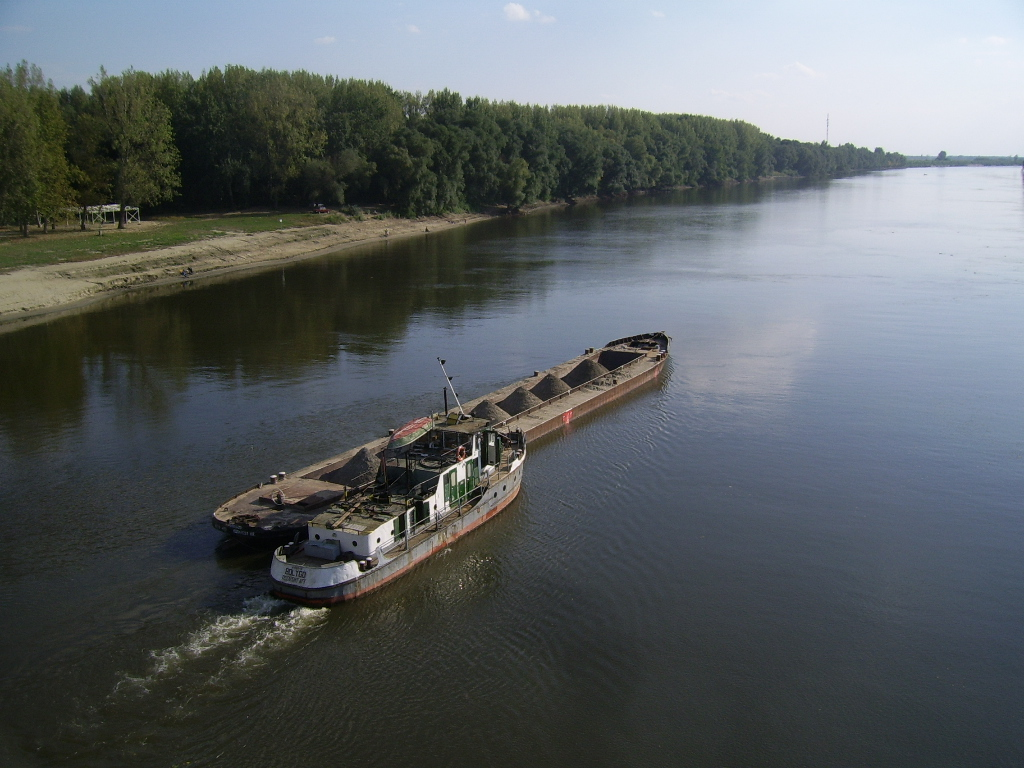
A „Bolygó” nevű vontatóhajó Szegednél a Tiszán

A vontatóhajó (vagy vontató-tolóhajó) speciális erőgép, amely magas vonóerejénél fogva alkalmas a hozzá kapcsolt más hajók vagy uszályok (úszóegységek) vontatására.

## A vontatóhajók típusai
A felhasználási terület alapján az alábbi hajótípusokat különböztetjük meg:
- óceánjáró hajók,
- sérült, mozgásképtelenné vált hajók vontatására használt vontatók,
- kikötői hajók, amelyek a nagyobb hajók kikötői mozgatását végzik,
- folyami hajók,
- speciális feladatot ellátó vontatóhajók (például tűzoltó, jégtörő hajók).

## Teljesítmény- és vonóerőadatok
A vontatóhajók teljesítménye a felhasználás módjától függően nagymértékben különbözik. A vonóerőt – vagyis a hasznos tömeget – hagyományosan tonnában adják meg. Míg a kisebb, 20–60 tonna vonóerejű kikötői hajók motorteljesítménye 4000 kW és 6000 kW között változik, addig a nagyobb óceánjáró hajók teljesítménye a 15 000 kW-ot is eléri, vonóerejük pedig a 250 tonnát is meghaladja.

## Fordítás
- Ez a szócikk részben vagy egészben  a   Schlepper (Schiff) című német Wikipédia-szócikk ezen változatának fordításán alapul.  Az eredeti cikk szerkesztőit annak laptörténete sorolja fel. Ez a jelzés csupán a megfogalmazás eredetét és a szerzői jogokat jelzi, nem szolgál a cikkben szereplő információk forrásmegjelöléseként.